# Teófilo Acevo
Teófilo Acevo är en ort i Mexiko.   Den ligger i kommunen Tapachula och delstaten Chiapas, i den sydöstra delen av landet, 900 km sydost om huvudstaden Mexico City. Teófilo Acevo ligger 125 meter över havet och antalet invånare är 208.
Terrängen runt Teófilo Acevo är lite kuperad. Runt Teófilo Acevo är det ganska tätbefolkat, med 239 invånare per kvadratkilometer. Närmaste större samhälle är Tapachula, 4,0 km nordost om Teófilo Acevo. Trakten runt Teófilo Acevo består till största delen av jordbruksmark.